# Last Legion UX
Last Legion UX (ラストレジオンＵＸ) és un videojoc de plataformes per la Nintendo 64. Va ser llançat només al Japó l'any 1999.